# Ľubomír Višňa
Ľubomír Višňa (* 30. srpna 1962) je bývalý slovenský fotbalista.

## Fotbalová kariéra
V československé lize hrál za ZVL Žilina a ZVL Považská Bystrica. V československé lize nastoupil ve 36 utkáních a dal 5 gólů.

## Ligová bilance
| Ročník                                   | Zápasy | Góly | Klub                  |
| ---------------------------------------- | ------ | ---- | --------------------- |
| 1. československá fotbalová liga 1983/84 | 10     | 0    | ZVL Žilina            |
| 1. československá fotbalová liga 1989/90 | 26     | 5    | ZVL Považská Bystrica |
| CELKEM                                   | 36     | 5    |                       |